# Forster Elster
Das Forster Elster ist eine acht Hektar große Weinlage der Gemeinde Forst an der Weinstraße (Rheinland-Pfalz). Sie gehört zur Großlage Forster Mariengarten und wird nach der VDP-Qualitätspyramide als Erste Lage eingestuft.
Der Name leitet sich nicht vom Vogel Elster ab, sondern von einer alten Besiedlungszeichnung. Der Boden besteht aus Buntsandsteingeröll und tonigem Sand. Mit 120 bis 145 Meter Höhe über NHN ist der Forster Elster eine relativ flache Weinlage. Dies führt zu fruchtigen Weinen mit harmonischer runder Säure. Insbesondere werden Riesling und Spätburgunder angebaut.